# Anca
Anca ist ein rumänischer weiblicher Vorname sowie Familienname.

## Namensträger

### Vorname
- Anca Barna (* 1977), deutsche Tennisspielerin
- Anca Boagiu (* 1968), rumänische Ingenieurin und Politikerin
- Anca Brașoveanu (* 1985), rumänische Pianistin und Klavierlehrerin
- Anca Graterol (* 1952), rumänisch-deutsche Sängerin, Musikproduzentin, Komponistin und Gitarristin
- Anca Grigoraș (* 1957), rumänische Kunstturnerin
- Anca Grosu (* 1962), rumänisch-deutsche Strahlentherapeutin und Hochschullehrerin
- Anca Heltne (* 1978), rumänische Kugelstoßerin
- Anca Miruna Lăzărescu (* 1979), rumänisch-deutsche Regisseurin und Drehbuchautorin
- Anca Parghel (1957–2008), rumänische Jazzsängerin
- Anca Pătrășcoiu (* 1967), rumänische Schwimmerin
- Anca Petrescu (1949–2013), rumänische Politikerin und Architektin
- Anca Pop (1984–2018), rumänisch-kanadische Sängerin
- Anca Safta (* 1978), rumänische Leichtathletin
- Anca Tănase (* 1968), rumänische Ruderin
- Anca Todoni (* 2004), rumänische Tennisspielerin
- Anca Zijlstra (* 1973), niederländische Dartspielerin

### Familienname
- Adrian Anca (* 1976), rumänischer Fußballspieler und -trainer
- Dan Anca (1947–2005), rumänischer Fußballspieler
- Mircea Anca (1960–2015), rumänischer Schauspieler und Regisseur
- Sorin Anca (* 1972), rumänischer Künstler